# 10413 Pansecchi
10413 Pansecchi (1997 YG20) là một tiểu hành tinh vành đai chính.